# Crayke Castle
Crayke Castle är ett slott i Storbritannien.   Det ligger i grevskapet North Yorkshire och riksdelen England, i den centrala delen av landet, 300 km norr om huvudstaden London. Crayke Castle ligger 103 meter över havet.
Terrängen runt Crayke Castle är huvudsakligen platt. Crayke Castle ligger uppe på en höjd. Runt Crayke Castle är det ganska tätbefolkat, med 239 invånare per kvadratkilometer. Närmaste större samhälle är York, 19,4 km söder om Crayke Castle. Trakten runt Crayke Castle består till största delen av jordbruksmark.